# 張作楫
張作楫（？—17世紀），字丹虛，號虚舟，杭州府富陽縣人，明朝、南明政治人物。

## 生平
張作楫是崇禎元年（1628年）的進士，獲授大理評事，負責在四川主持鄉試及在河南恤刑，之後轉為兵科給事中，呈上議罰議處的奏疏。清兵入侵，他三次彈劾高起潛放縱士兵禍及人民，為敵方護送物資，但因提及楊嗣昌而貶謫江西按察照磨，很快起用為光祿丞。弘光帝繼位，張作楫陞光祿少卿，調太常少卿，提督四夷館，再晉光祿卿。南京淪陷，他投降清朝，後事不詳。

## 引用
1. 1 2  錢海岳《南明史·卷三十二·列傳第八》：張作楫，字丹虛，富陽人。崇禎元年進士。授大理評事，典試四川，恤刑河南，遷兵科給事中，上議罰議處疏。清兵入寇，劾高起潛縱兵殃民，為敵護送輜重，并及楊嗣昌。疏三上，謫江西按察炤磨。尋起光祿丞。
2. ↑  《玉堂荟记》：张虚舟作楫，戊寅有疏，论高起潜，上怒责令回话，方灯下构草，所坐室中，磔磔有声，槅扇一时俱开，出视之，寂然无一人。张甚惧，自意当得祸不测，但业已论事，无可如何，默坐久之，再理前草，及疏上，止于降调，乃知鬼神弄人，有志之士，决不为所愚也。
3. ↑  錢海岳《南明史·卷三十二·列傳第八》：安宗立，擢光祿少卿，調太常，提督四夷館，晉光祿卿。南京亡，降於清。